# Ferrovia Napoli-Ottaviano-Sarno
La ferrovia Napoli-Ottaviano-Sarno (detta linea 12 nel Piano comunale dei trasporti) è una ferrovia della rete Circumvesuviana, gestita dall'Ente Autonomo Volturno nel contesto del servizio ferroviario metropolitano di Napoli.
La linea corre lungo le falde del Vesuvio attraversando quasi tutti i comuni vesuviani del versante più interno, e risulta essere la linea più antica della rete Circumvesuviana, preceduta solo dalla linea Napoli-Baiano che però fu incorporata nella rete in un secondo momento.

## Storia
| Tratta              | Inaugurazione    |
| ------------------- | ---------------- |
| Napoli-San Giuseppe | 9 febbraio 1891  |
| San Giuseppe-Sarno  | 28 dicembre 1904 |

La linea fu concessa nel 1887 alla provincia di Napoli, secondo un progetto redatto dall'ingegner Giuseppe Russo nel 1884. Tre anni dopo fu costituita la società anonima della ferrovia Napoli-Ottajano, con sede a Napoli, che il 9 febbraio 1891 inaugurò la tratta Napoli-Ottaviano-San Giuseppe Vesuviano, lunga 23,232 km, a binario singolo, scartamento ridotto e trazione a vapore. Nel 1901 la società cambia denominazione in Strade Ferrate Secondarie Meridionali (SFSM), mentre nel 1904 la linea viene prolungata da San Giuseppe Vesuviano a Poggiomarino e Sarno (15,292 km) e nel luglio 1906 è inaugurata la nuova stazione di Napoli.
La linea fu completamente elettrificata entro il 1926, mentre a partire dagli anni sessanta venne attuato un generale rimodernamento con l'innalzamento delle banchine.

## Traffico
| Head station |

| Unknown route-map component "tSTRa" |

| Unknown route-map component "tBHF" |

| Unknown route-map component "tSTRe" |

|  | Unknown route-map component "ABZgl" | Unknown route-map component "CONTfq" |

| Unknown route-map component "SKRZ-Ao" |

| Stop on track |

| Unknown route-map component "CONTgq" | Unknown route-map component "KRZo" | Unknown route-map component "CONTfq" |

| Stop on track |

| Station on track |

| Unknown route-map component "CONTgq" | Unknown route-map component "ABZgr" |  |

| Unknown route-map component "SKRZ-Ao" |

| Unknown route-map component "KDSTaq" | Unknown route-map component "ABZgr" |  |

| Stop on track |

| Stop on track |

| Unknown route-map component "CONTgq" | Tower station on bridge over transverse track | Unknown route-map component "CONTfq" |

| Stop on track |

| Stop on track |

| Stop on track |

| Stop on track |

| Stop on track |

| Stop on track |

| Stop on track |

| Stop on track |

| Stop on track |

| Stop on track |

|  | Straight track | Unknown route-map component "CONT1+f" |

|  | Stop on track | Station on track |

|  | Stop on track | Straight track |

|  | Stop on track | Straight track |

| Unknown route-map component "CONTgq" | Unknown route-map component "KRZo" | One way rightward |

| Stop on track |

| Unknown route-map component "CONTgq" | Unknown route-map component "ABZg+r" |  |

| Station on track |

| Unknown route-map component "CONTgq" | Unknown route-map component "KRZu" | Unknown route-map component "CONTfq" |

| Stop on track |

| Stop on track |

| Unknown route-map component "SKRZ-Au" |

| Unknown route-map component "CONTgq" | Unknown route-map component "KRZu" | Unknown route-map component "CONTfq" |

| End station |

Le corse sono cadenzate all'ora con rinforzi alla mezz'ora e tutti i treni proseguono per Sarno e effettuano tutte le fermate intermedie. In aggiunta a questi treni nella tratta Napoli Porta Nolana-Barra effettuano servizio anche i treni diretti a Torre del Greco/Torre Annunziata/Poggiomarino e i treni diretti a Torre del Greco/Torre Annunziata/Sorrento entrambi cadenzati anch'essi all'ora con rinforzi alla mezz'ora.